# Heliconia danielsiana
Heliconia danielsiana ist eine Pflanzenart aus der Familie der Helikoniengewächse (Heliconiaceae). Sie ist in Costa Rica und Panama heimisch.

## Beschreibung
Heliconia danielsiana ist eine immergrüne, mehrjährige, krautige Pflanze, vegetativ ähnlich einer Bananenpflanze und mit einer Wuchshöhe von 4,5 bis 8 Meter. Je Spross finden sich zwei bis vier grüne Blätter, das jeweils längste ist dabei bis zu 280 Zentimeter lang und 57 Zentimeter breit.
Die bis zu 100 Zentimeter langen Blütenstände hängen herab, je Blütenstand finden sich zwanzig bis dreißig spiralförmig bis zweizeilig angeordnete Tragblätter, das jeweils mittlere ist außen orange und wollig gelbbraun bis orange behaart.
Jeder Wickel besteht aus 15 bis 20 Blüten, die Blütenhülle ist am Ansatz weiß, im Weiteren gelb und kahl bis weich mit gelb- bis zimtbraunen Haaren besetzt.

## Verbreitung
Heliconia danielsiana ist endemisch in Costa Rica und Panama.

## Systematik und Botanische Geschichte
Die Art wurde 1984 von Walter John Emil Kress  erstbeschrieben.